# الخضيراء (طور الباحه)

تعديل مصدري - تعديل

الخضيراء هي إحدى قرى ريف مدينة طور الباحة عاصمة إقليم الصبيحة في جنوب اليمن، بلغ تعداد سكانها 7 نسمة حسب تعداد اليمن لعام 2004.